# Johann Francke (Verleger)
Johann Francke (* 1547; † im 17. Jahrhundert zwischen 1625 und 1631) war ein deutscher Verleger und Buchhändler.

## Leben
Francke war in Magdeburg als Verleger und Buchhändler tätig. Sein Wirken ist ab 1578 belegt. Er war bekannt dafür, dass er insbesondere auch Nachdrucke fremder Werke ohne Einwilligung der Autoren und Verleger veröffentlichte, was zu einer Vielzahl von Streitigkeiten mit anderen Verlegern führte. Er selbst nannte sich „bibliopola“, was im Lateinischen so viel wie Buchhändler bedeutet. Viele der Nachdrucke ließ er in Leipzig bei Abraham Lamberg drucken.
Mehrfach ist für Johann Francke jedoch auch belegt, dass er sich um Privilegien für die Veröffentlichung von Büchern bewarb. So wurde 1602 ein kaiserliches Generalprivileg zum alleinigen Druck von medizinischen, philosophischen, historischen und chemischen Büchern für 10 Jahre beantragt. 1608 erhielt er ein kaiserliches Privileg über acht Jahre für den alleinigen Druck einiger Fachbücher der Grammatik und Linguistik. 1609 und 1616  beantragt er ein kaiserliches Privileg dafür, dass zwei bestimmte juristische Fachbücher nur durch ihn gedruckt und verkauft werden dürfen. Schon 1604 trat Dr. Arnold von Reyger die Rechte an seinem Buch Thesaurus Juris an Johann Francke ab. 1615 beantragte er das Privileg das Thesaurus Juris für die nächsten 20 Jahre alleine drucken zu dürfen.
Er heiratete eine Anne Trams. In Magdeburg gehörte ihm das Haus Breiter Weg 139. Möglicherweise verstarb er 1625, da nach diesem Jahr sein Wirken endete. Zumindest wurde seine Ehefrau 1631 als Witwe bezeichnet. Sie führte das Geschäft, wohl auch mit ihrem Schwiegersohn Samuel Scheibe, weiter und verlegte es nach der Zerstörung Magdeburgs im Jahr 1631 nach Leipzig, wo es noch bis 1637 bestand.